# نديم البرغوثي
نديم باسم عبد الله البرغوثي (مواليد 9 مايو 1989) لاعب كرة قدم فلسطيني يجيد اللعب في مركز قلب الدفاع مع منتخب فلسطين الوطني و نادي سلوان في دوري الدرجة الأولى الفلسطيني.

## روابط خارجية
- نديم البرغوثي على موقع قاعدة بيانات كرة القدم.إي يو (الإنجليزية)
- نديم البرغوثي على موقع ناشيونال فوتبول تيمز (الإنجليزية)
- نديم البرغوثي على موقع Soccerway.com (الإنجليزية)